# Muntele Meron
Muntele Meron (în ebraică הַר מֵירוֹן, Har Meron; în arabă جبل الجرمق, Jabal al-Jarmaq) este un munte din regiunea Galileea de Sus din Israel. Are o semnificație deosebită în tradiția religioasă evreiască și părți din ea au fost declarate rezervație naturală.

## Rezervația naturală Muntele Meron
În 1965, a fost declarată o rezervație naturală 84.000-dunami. Alți 1.199 de dunami au fost declarate parte a rezervației în 2005. Este cea mai înaltă rezervație din Israel, la o altitudine de 1208 metri deasupra nivelului mării și cea mai mare rezervație din nordul țării.

## Semnificație religioasă

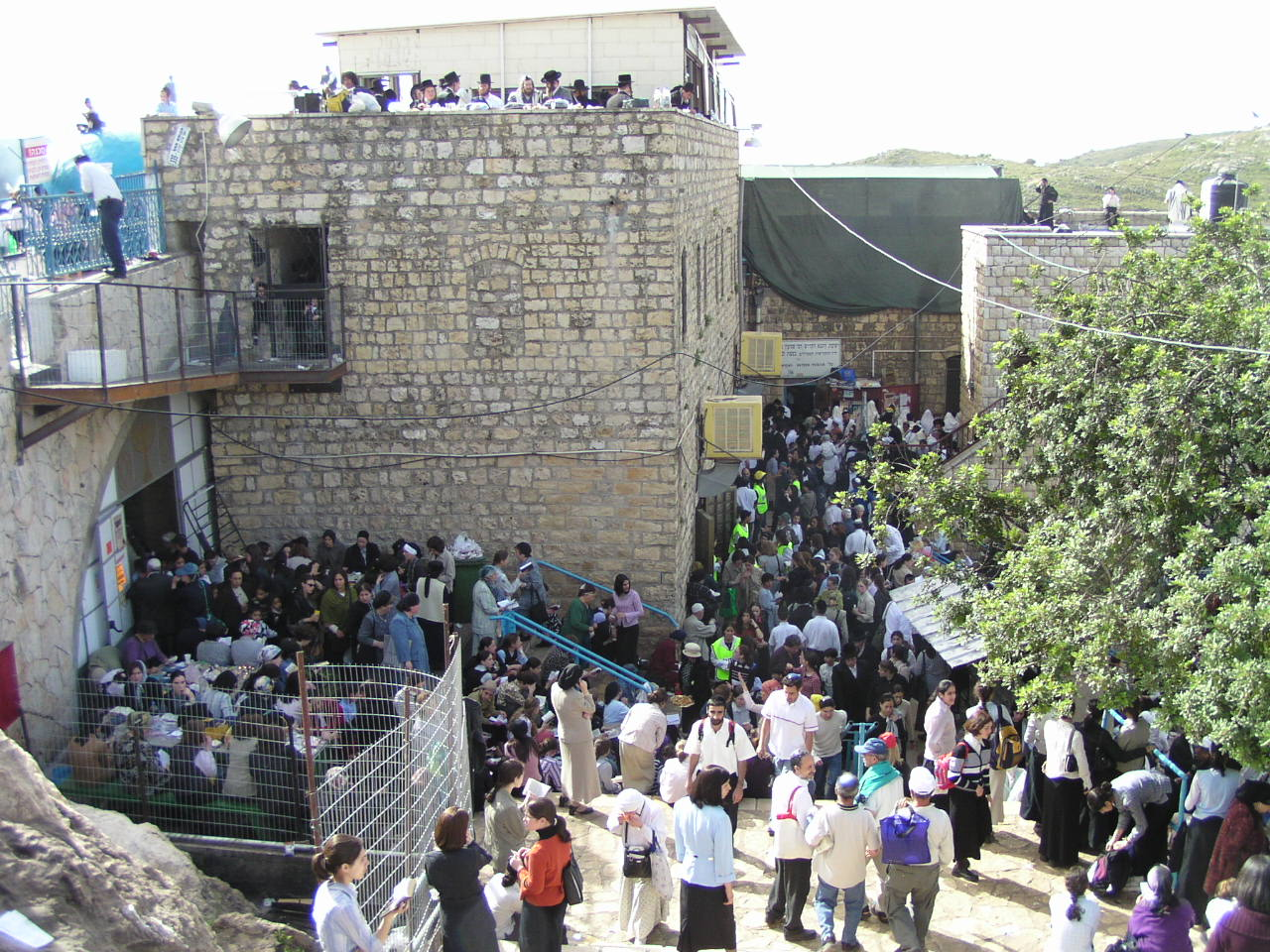
Mormântul lui Shimon bar Yochai

Satul Meron și mormântul rabinului Shimon bar Yochai se află pe muntele Meron. 

Până la comemorarea morții sale pe Lag BaOmer, mii de oameni campează de-a lungul pantelor din apropierea mormântului, iar pe Lag B'Omer însuși, sute de mii fac pelerinaje pentru a sărbători ocazia. 

## Drumeții
Muntele are o întindere de subarboret și nu poate fi urcat din toate direcțiile. Poteca principală începe în partea de nord-vest a satului Meron. Lângă șosea se află o poartă, cu o potecă marcată în culori de aproximativ 10 km. Există, de asemenea, o cale pe partea de vest a muntelui.

## Clima

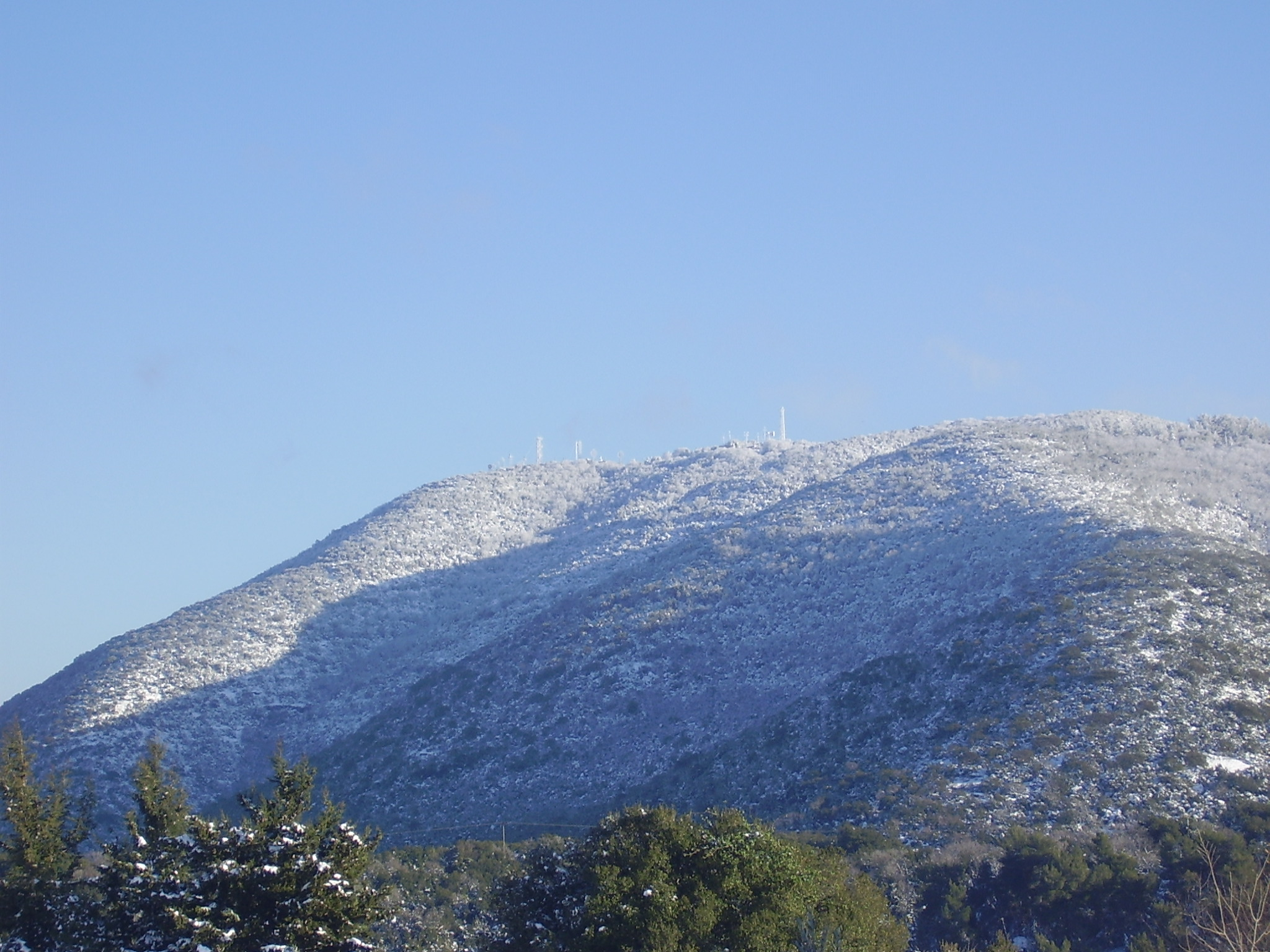
Ninsori pe Muntele Meron

Muntele Meron are un climat mediteranean (clasificarea climatică Köppen: „Csa”) cu veri calde și uscate și ierni umede și răcoroase. Ninge pentru scurt timp pe Muntele Meron de câteva ori în fiecare iarnă. Sunt 22 de zile pe an cu o temperatură de 32 °C sau mai mare și 28 de zile sub îngheț. Muntele Meron are a doua cea mai mare precipitație din Israel, după Muntele Hermon. Notă: graficul este în medie de 5 ani, astfel încât este posibil ca maximele și minimele record să nu fie pe deplin precise.
| Date climatice pentru Mount Meron (2002–2007)                     | Date climatice pentru Mount Meron (2002–2007) | Date climatice pentru Mount Meron (2002–2007) | Date climatice pentru Mount Meron (2002–2007)                 | Date climatice pentru Mount Meron (2002–2007) | Date climatice pentru Mount Meron (2002–2007) | Date climatice pentru Mount Meron (2002–2007) | Date climatice pentru Mount Meron (2002–2007) | Date climatice pentru Mount Meron (2002–2007) | Date climatice pentru Mount Meron (2002–2007) | Date climatice pentru Mount Meron (2002–2007) | Date climatice pentru Mount Meron (2002–2007) | Date climatice pentru Mount Meron (2002–2007)                 | Date climatice pentru Mount Meron (2002–2007) |
| Luna                                                              | Ian                                           | Feb                                           | Mar                                                           | Apr                                           | Mai                                           | Iun                                           | Iul                                           | Aug                                           | Sep                                           | Oct                                           | Nov                                           | Dec                                                           | Anual                                         |
| ----------------------------------------------------------------- | --------------------------------------------- | --------------------------------------------- | ------------------------------------------------------------- | --------------------------------------------- | --------------------------------------------- | --------------------------------------------- | --------------------------------------------- | --------------------------------------------- | --------------------------------------------- | --------------------------------------------- | --------------------------------------------- | ------------------------------------------------------------- | --------------------------------------------- |
| Maxima medie °C (°F)                                              | 8 (46)                                        | 9 (48)                                        | 11 (52)                                                       | 18 (64)                                       | 23 (73)                                       | 27 (81)                                       | 29 (84)                                       | 30 (86)                                       | 27 (81)                                       | 26 (79)                                       | 20 (68)                                       | 12 (54)                                                       | 20 (68)                                       |
| Media zilnică °C (°F)                                             | 6 (43)                                        | 6 (43)                                        | 7 (45)                                                        | 13 (55)                                       | 18 (64)                                       | 21 (70)                                       | 23 (73)                                       | 24 (75)                                       | 21 (70)                                       | 20 (68)                                       | 16 (61)                                       | 9 (48)                                                        | 15 (59)                                       |
| Minima medie °C (°F)                                              | 4 (39)                                        | 3 (37)                                        | 4 (39)                                                        | 8 (46)                                        | 13 (55)                                       | 15 (59)                                       | 17 (63)                                       | 18 (64)                                       | 16 (61)                                       | 15 (59)                                       | 12 (54)                                       | 6 (43)                                                        | 11 (52)                                       |
| Minima istorică °C (°F)                                           | −2 (28)                                       | 8 (46)                                        | — (Eroare de expresie: caracter de punctuație „—” necunoscut) | 3 (37)                                        | 7 (45)                                        | 11 (52)                                       | 15 (59)                                       | 13 (55)                                       | 13 (55)                                       | 11 (52)                                       | 5 (41)                                        | — (Eroare de expresie: caracter de punctuație „—” necunoscut) | 8 (46)                                        |
| Precipitații mm (inches)                                          | 70 (2.76)                                     | 190 (7.48)                                    | 270 (10.63)                                                   | 60 (2.36)                                     | 80 (3.15)                                     | 180 (7.09)                                    | —                                             | —                                             | —                                             | —                                             | 20 (0.79)                                     | 240 (9.45)                                                    | 1.150 (45,28)                                 |
| Umiditate [%]                                                     | 75                                            | 72                                            | 68                                                            | 55                                            | 45                                            | 45                                            | 46                                            | 49                                            | 52                                            | 50                                            | 56                                            | 72                                                            | 57,1                                          |
| Nr. de zile cu precipitații                                       | 5                                             | 10                                            | 8                                                             | 4                                             | 5                                             | 10                                            | —                                             | —                                             | —                                             | —                                             | 1                                             | 10                                                            | 56                                            |
| Sursă: „Climate Information for Har Meron, Israel”. Weather Base. |                                               |                                               |                                                               |                                               |                                               |                                               |                                               |                                               |                                               |                                               |                                               |                                                               |                                               |

## Incidente
La 17 mai 1911, prăbușirea unui acoperiș înalt de 8 metri a provocat 40 de răniți și șapte morți. Pe măsură ce spitalul din apropiere a fost închis, oamenii din zona înconjurătoare au donat foi de pat și echipamente pentru a-i ajuta pe răniți.
În jurul orei 12:50.m. pe 30 aprilie 2021, sute de israelieni au fost călcați în picioare în timp ce părăseau muntele, participând la o sărbătoare Lag BaOmer care a atras aproximativ 100.000 de persoane, în ciuda unei limite legate de Covid 2019 la 10.000. Cel puțin 45 de persoane au murit în dezastru, sute fiind rănite.